# トーマス・デイヴィッドソン (画家)

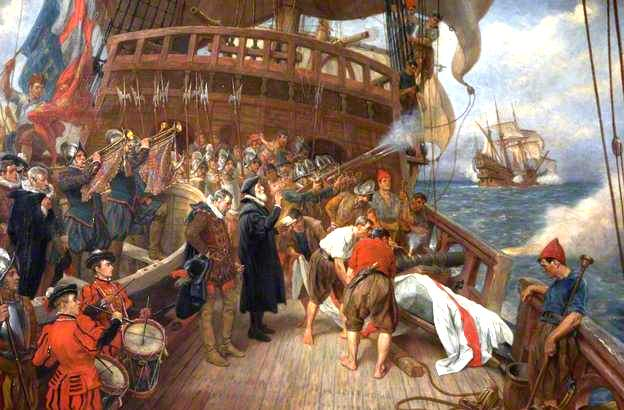
トーマス・デイヴィッドソン作「ドレーク提督の水葬」(1899) バックランド・アビーに収蔵

トーマス・デイヴィッドソン（Thomas Davidson RA、1842年1月17日 – 1919年11月13日）はイギリスの画家である。

## 略歴
ロンドンの仕立て屋の息子に生まれた。4歳の時、病気で聴覚を失った。聾学校で学び、芸術的な才能を認められ、フランシス・スティーブン・ケーリやジェームズ・マシュー・リー(James Mathews Leigh)の美術学校や国立美術訓練学校（National Art Training School: 後のロイヤル・カレッジ・オブ・アート）で学んだ。
1863年からロイヤル・アカデミー・オブ・アーツの展覧会や英国芸術家協会の展覧会などに出展した。
1871年に、画家のシャーロット・ダグラス・マクヒース(1851-1930)と結婚し、記録によれば1881年には6人の子供とロンドンのハムステッドのパーク・ロードに住み、1901年にはハムステッドのグリーン・ガーデンズに住んでいた。1908年に引退しサフォークの海岸の町、ウォルバーズウィックに移り、1919年にそこで亡くなった。77歳であった。
聴覚障碍者のための活動を行った、ロンドン、アクトンのセント・トーマス聖堂(St Thomas Cathedral, Acton)に協力したメンバーで、聴覚障害者のための多くの組織の委員も務めた。
海軍の歴史に関する作品などで知られ、1890年代の後半にネルソン提督に献じられたいくつかの絵画を描いた 。
息子のアラン・ダグラス・デイヴィッドソン(Allan Douglas Davidson: 1873–1932)も画家になった。

## 作品

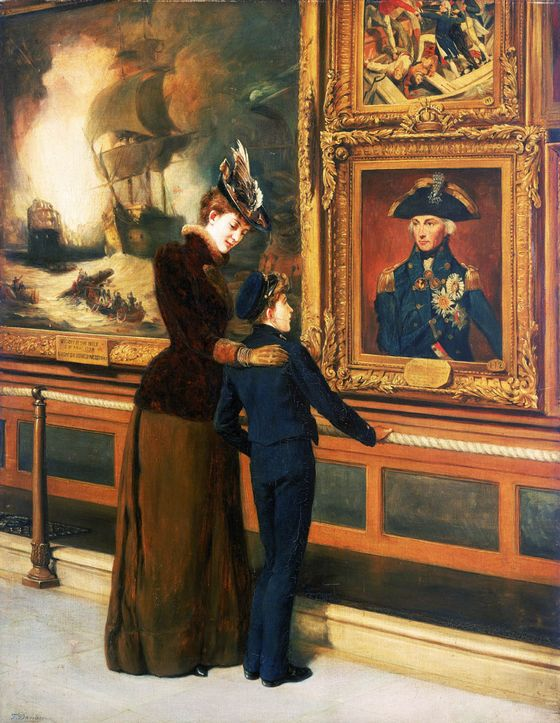
イギリスの誇りと栄光 (1894)
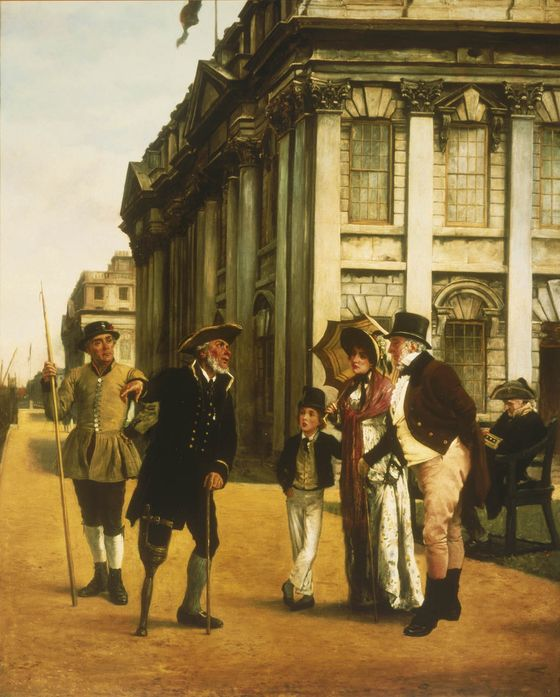
海軍退役傷痍軍人
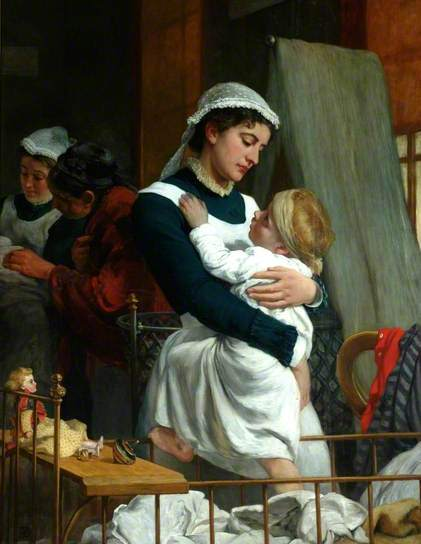
" A Star in the East"